# Archidiocèse d'Utrecht
Ne doit pas être confondu avec Principauté d'Utrecht.
L'archidiocèse d'Utrecht (en latin : archidioecesis Ultraiectensis ; en néerlandais : aartsbisdom Utrecht) est une Église particulière de l'Église catholique aux Pays-Bas.
Jusqu'en 1559, le diocèse d'Utrecht est suffragant de l'archidiocèse de Cologne. Il est ensuite élevé au rang d'archevêché. Du Xe siècle à 1528, l'évêque d'Utrecht est également le seigneur temporel de la principauté d'Utrecht au sein du Saint-Empire romain germanique. Son territoire est différent de celui du diocèse. À la suite des troubles de la Réforme, l'évêque cède son administration à Charles Quint en 1528. 
Il est tenu actuellement par le cardinal Eijk qui doit faire face à un effondrement total de la pratique catholique dans ce territoire, à la disparition de nombreuses paroisses, à la démolition d'églises et à de graves difficultés financières.

## Territoire

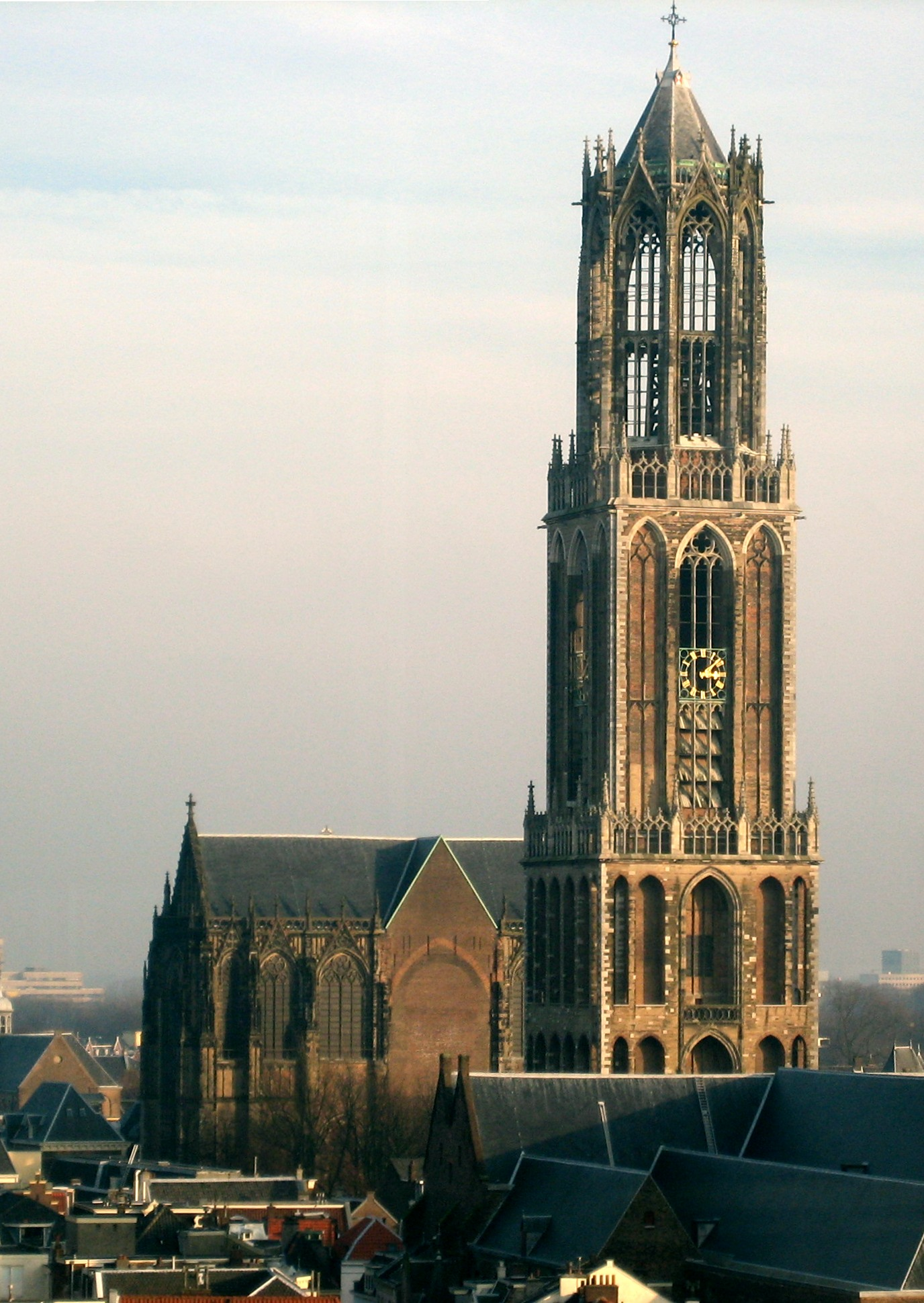
La cathédrale Saint-Martin d'Utrecht était à l'origine le siège du diocèse d'Utrecht.

L'archidiocèse d'Utrecht couvre les trois provinces civiles d'Utrecht, de Gueldre et d'Overijssel ainsi que l'Oostelijk Flevoland, la partie orientale du Flevopolder, dans la province civile du Flevoland.
Le Zuidelijk Flevoland, la partie occidentale du Flevopolder, relève du diocèse de Haarlem-Amsterdam. Le Noordoostpolder relève du diocèse de Groningue-Leeuwarden.

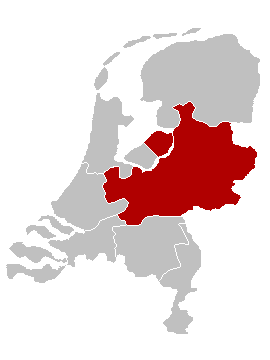
Localisation de l'archidiocèse d'Utrech.
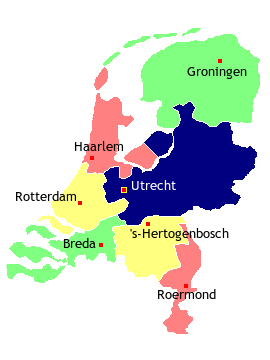
L'ensemble des diocèses.

## Histoire
La tradition catholique attribue la fondation du diocèse d'Utrecht à Willibrord, évêque du pays de 695 à 739. Utrecht, en tant que siège de l'évêché, prend une importance croissante aux Pays-Bas, et se couvre d'églises.
En 799, Charlemagne réforme l'organisation ecclésiastique de la région : le siège d'Utrecht devient un diocèse suffragant de l'archidiocèse de Cologne. Le diocèse s'étend alors sur presque tout le territoire des Pays-Bas actuel situé au nord de la Meuse et sur la Zélande. Cependant, la plus grande partie de la province de Groningue, une petite partie de la Frise et l'est de la Gueldre appartiennent au diocèse de Münster. Le diocèse d'Utrecht comprend également certains territoires qui font aujourd'hui partie de l'Allemagne.
Le dernier prince-évêque d'Utrecht est Henri du Palatinat (1487-1552). Ce dernier, après un ultime soulèvement religieux, abandonne en 1528 l'administration de la principauté d'Utrecht à l'empereur Charles Quint, déjà duc de Brabant et comte de Hollande, ce qui met fin à l'indépendance politique d'Utrecht.
En 1559, dans le cadre de la réorganisation religieuse des Pays-Bas espagnols, Utrecht est élevée au rang d'archevêché et de province ecclésiastique, avec pour suffragants : Haarlem, Middelbourg, Deventer, Leeuwarden et Groningue. Le territoire du diocèse d'Utrecht est ainsi considérablement réduit car seules les actuelles provinces d'Utrecht, de Hollande-Méridionale et une partie de la Gueldre en font encore partie.
Dès l'entrée en fonction des premiers archevêques, le calvinisme gagne rapidement la région. Avec les émeutes contre l'occupation espagnole, l'office religieux de rite catholique est interdit dès 1573. Par la suite, le Saint-Siège tient compte de la situation en supprimant l'archidiocèse en 1580 et en instituant le vicariat apostolique de Batavia en 1592 (Mission de Hollande), qui administre les fidèles catholiques des Pays-Bas depuis l'étranger.
En 1723, les chanoines d'Utrecht, insatisfaits du vicaire apostolique nommé par Rome, décident d'élire Cornelius Steenoven comme archevêque. Il est consacré évêque par Dominique Marie Varlet, un ancien évêque coadjuteur de Bossuet, écarté de sa charge pour jansénisme et nommé évêque in partibus de Babylone. Le pape réplique par une excommunication du nouvel archevêque et de ses fidèles. Ce qui donne naissance à l'Église vieille-catholique d'Utrecht.
La rupture avec le Saint-Siège est consommée. Cette rupture s'accentue encore quand un évêché catholique est rétabli à Utrecht en 1853, puis par le rejet par l'Église vieille-catholique d'Utrecht du Syllabus en 1864, ainsi que des dogmes de l'Immaculée Conception et surtout de l'infaillibilité pontificale.
À la suite du Rétablissement de la hiérarchie épiscopale aux Pays-Bas, l'Église catholique érige l'archidiocèse d'Utrecht le 4 mars 1853 avec pour suffragants : Breda, Haarlem, Ruremonde et Bois-le-Duc. Son premier archevêque est Joannes Zwijsen. Le 16 juillet 1955, le territoire du diocèse d'Utrecht est réduit pour permettre la création du diocèse de Groningue qui devient, tout comme le nouveau diocèse de Rotterdam, suffragant d'Utrecht.

## Cathédrale et basilique mineures
La cathédrale Sainte-Catherine d'Utrecht est l'église cathédrale de l'archidiocèse.
L'archidiocèse compte huit basiliques mineures : la basilique Saint-Georges d'Almelo, la basilique de l'Exaltation-de-la-Sainte-Croix de Raalte, la basilique Saint-Lambert de Hengelo, la basilique Saint-Nicolas de Ijsselstein, la basilique Saint-Pancrace de Tubbergen, la basilique Saint-Plechelm d'Oldenzaal, la basilique Sainte-Walburge d'Arnhem (désacralisée en 2013) et la basilique Notre-Dame-de-l'Assomption de Zwolle.

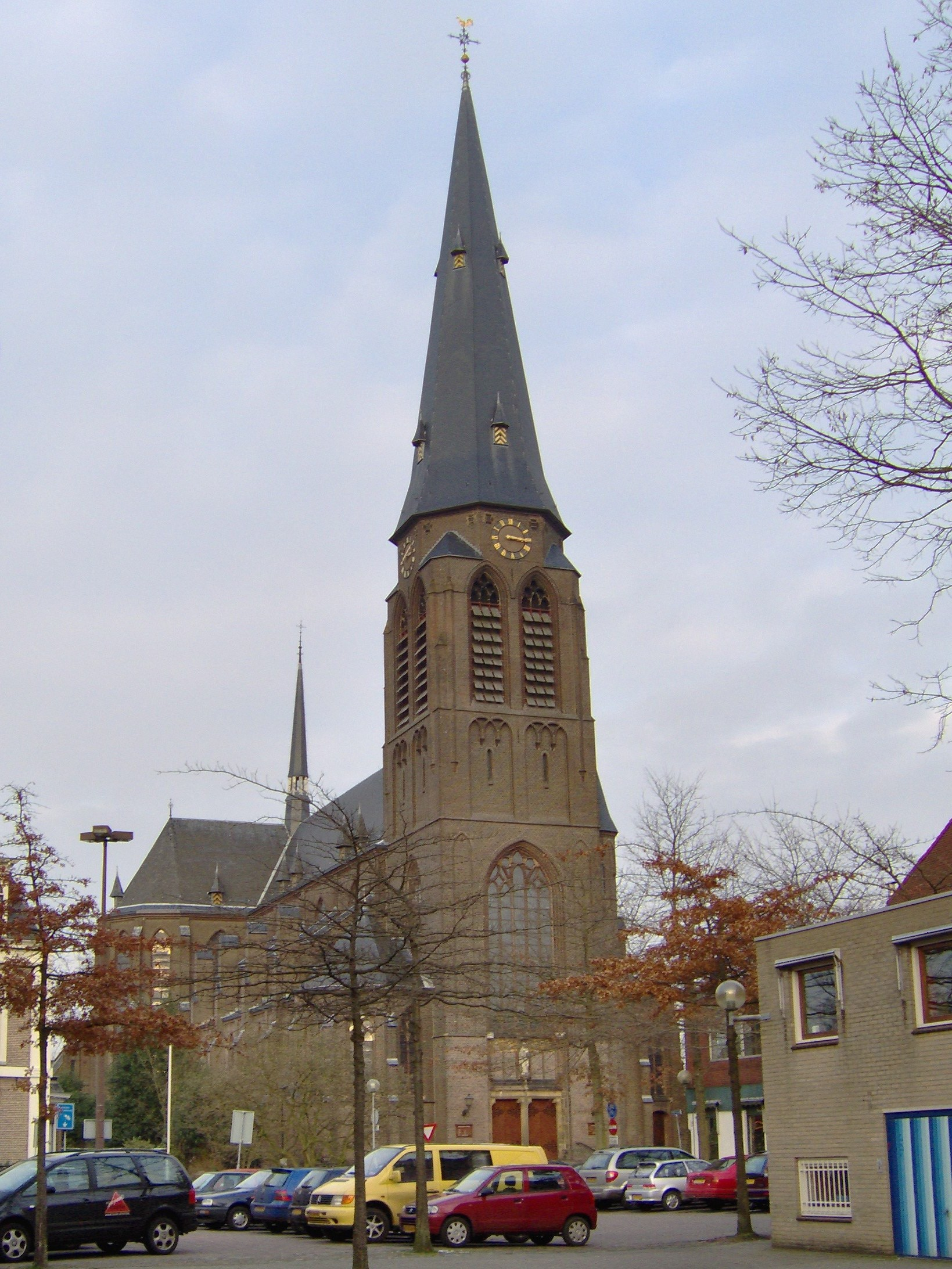
Basilique Saint-Georges d'Almelo.
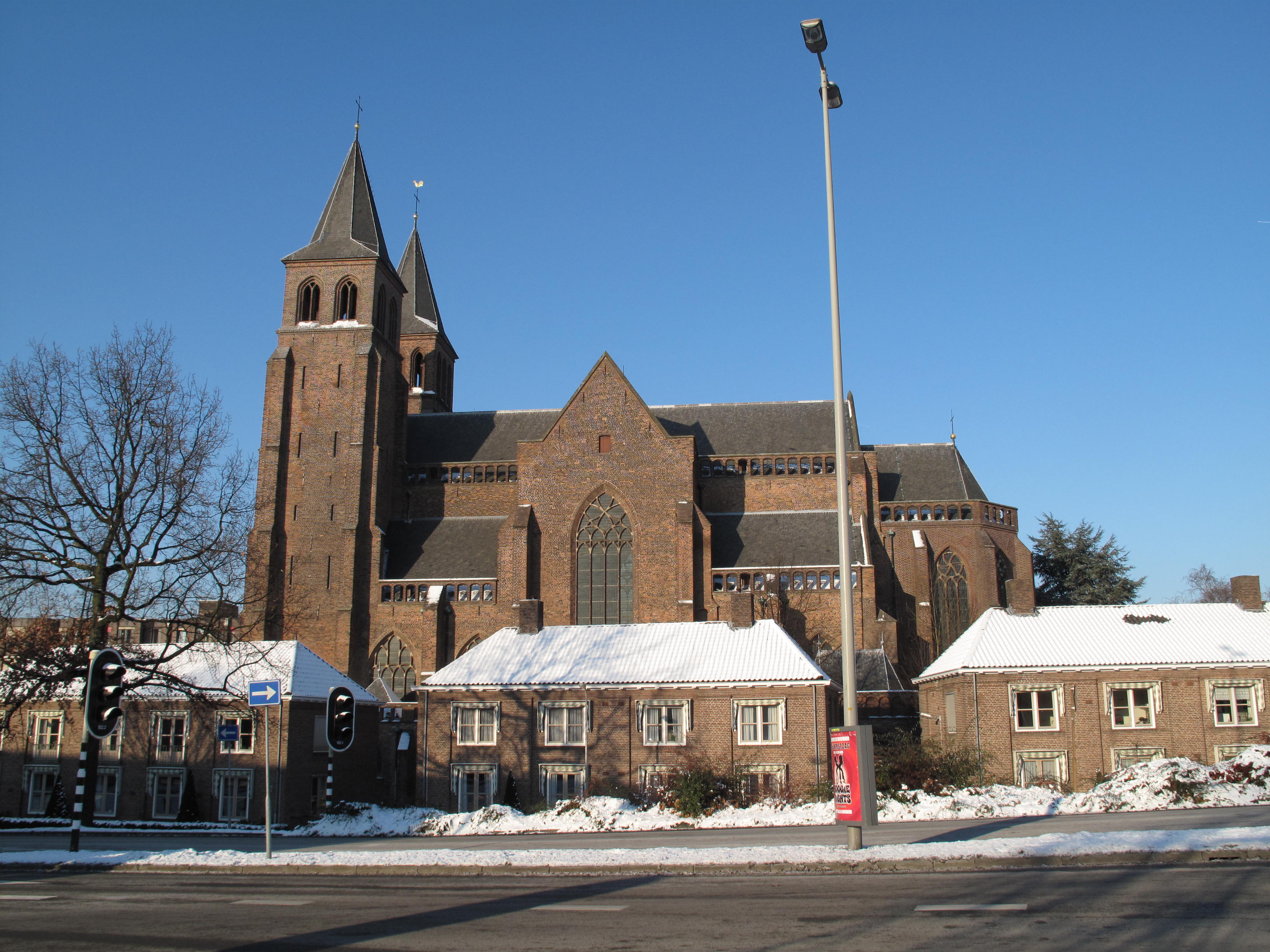
Basilique Sainte-Walburge d'Arnhem.
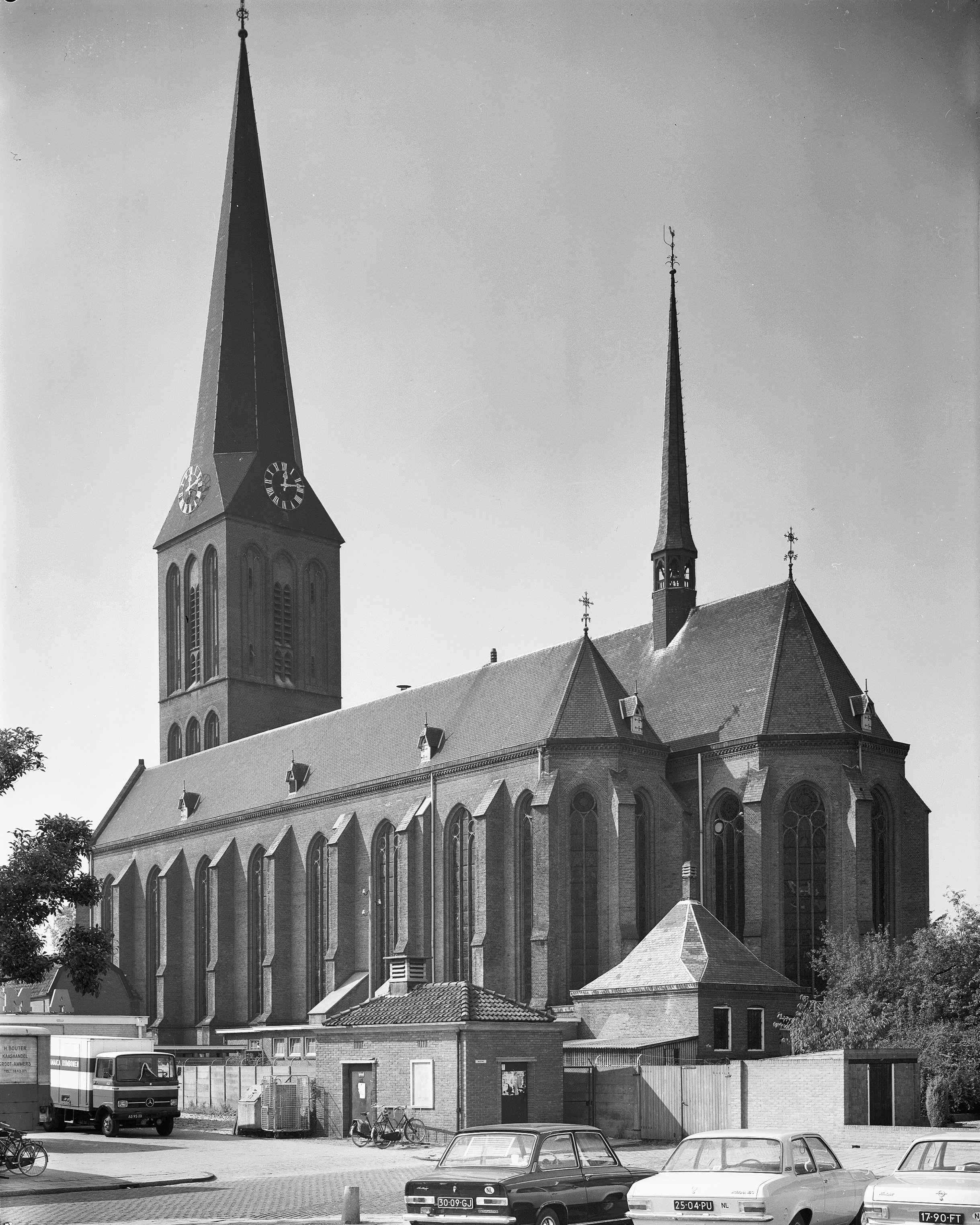
Basilique Saint-Lambert d'Hengelo.
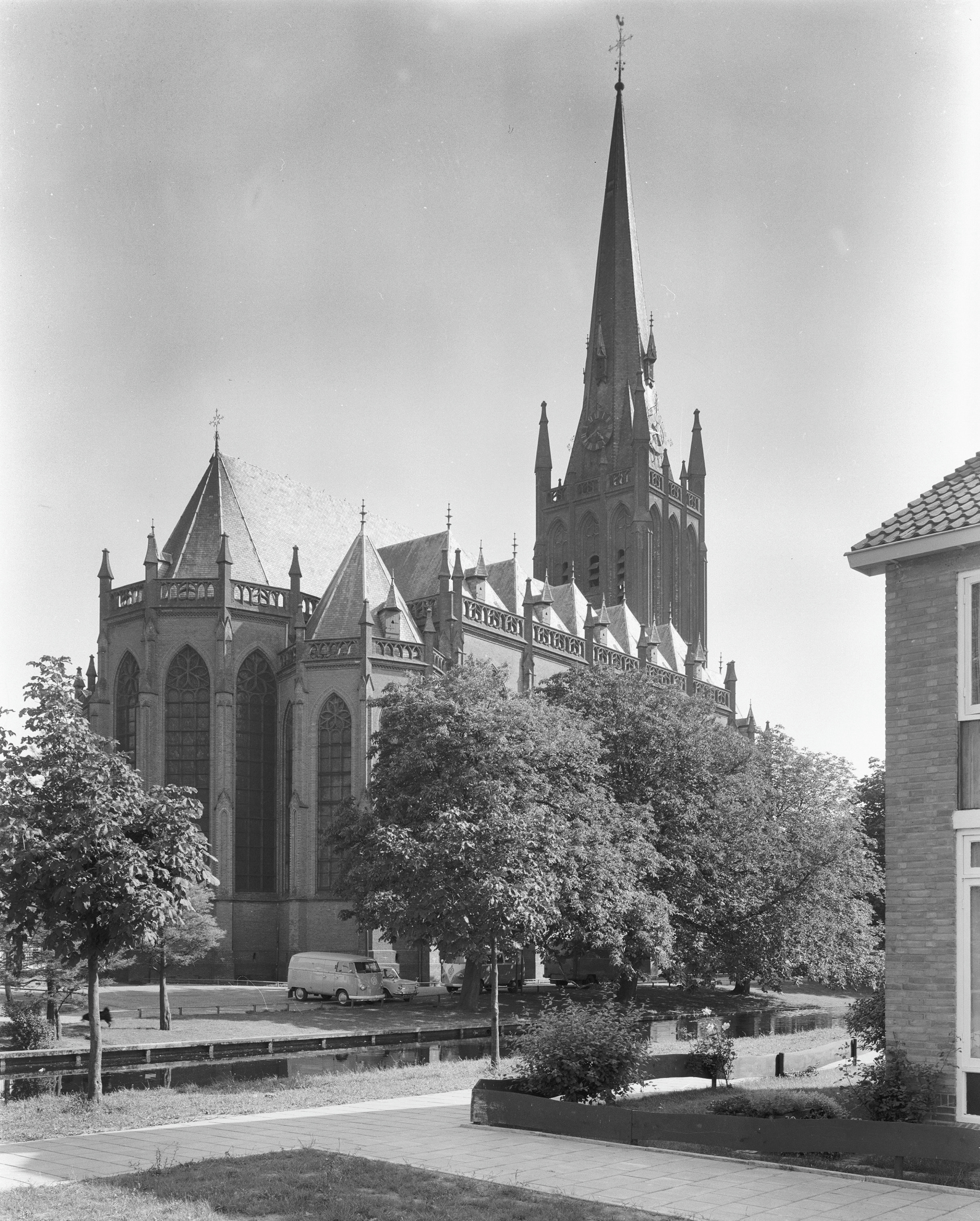
Basilique Saint-Nicolas d'IJsselstein.
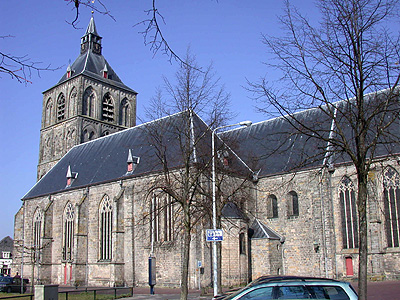
Basilique Saint-Plechelm d'Oldenzaal.
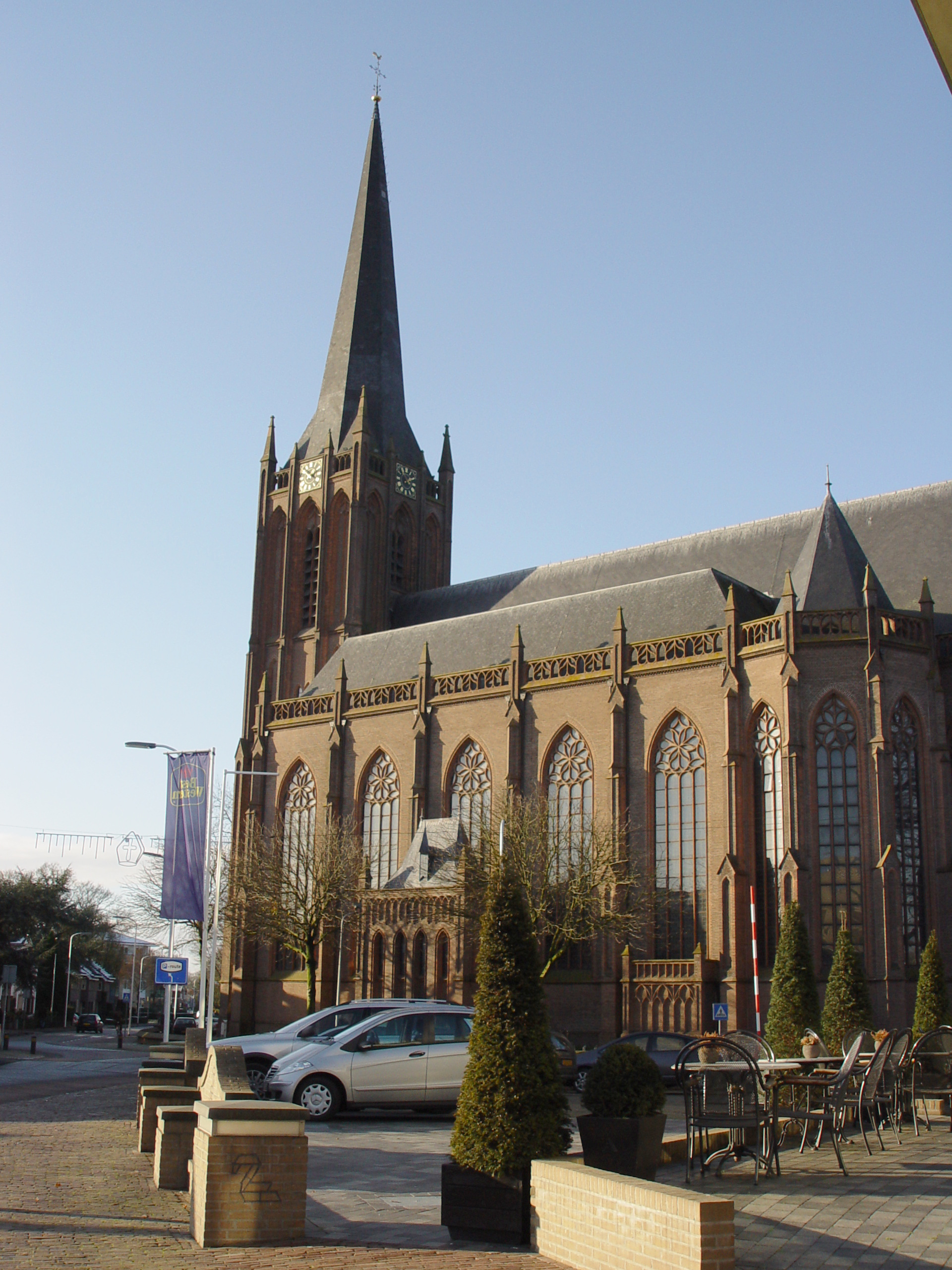
Basilique de l'Exaltation-de-la-Croix de Raalte.
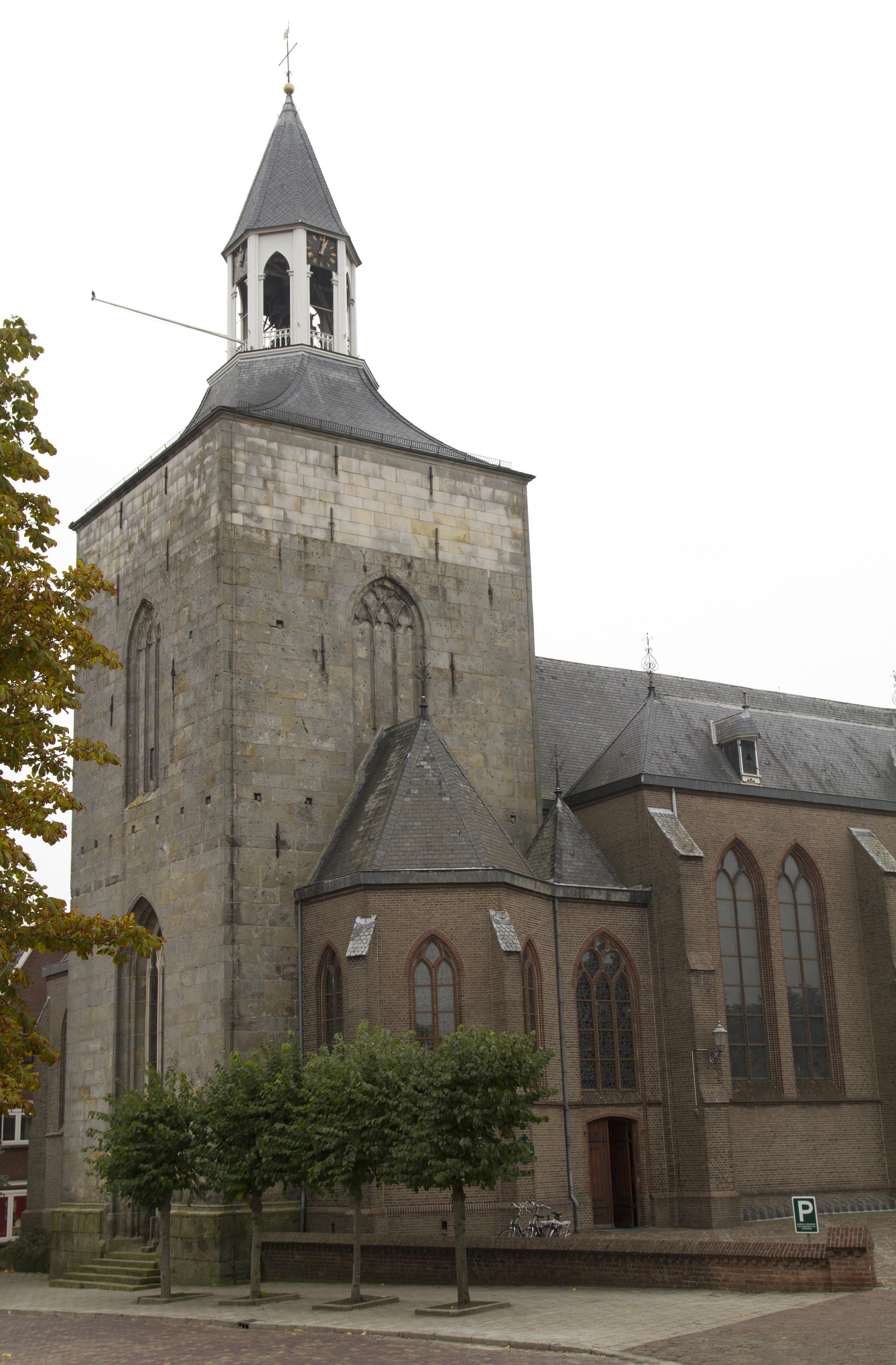
Basilique Saint-Pancrace de Tubbergen.
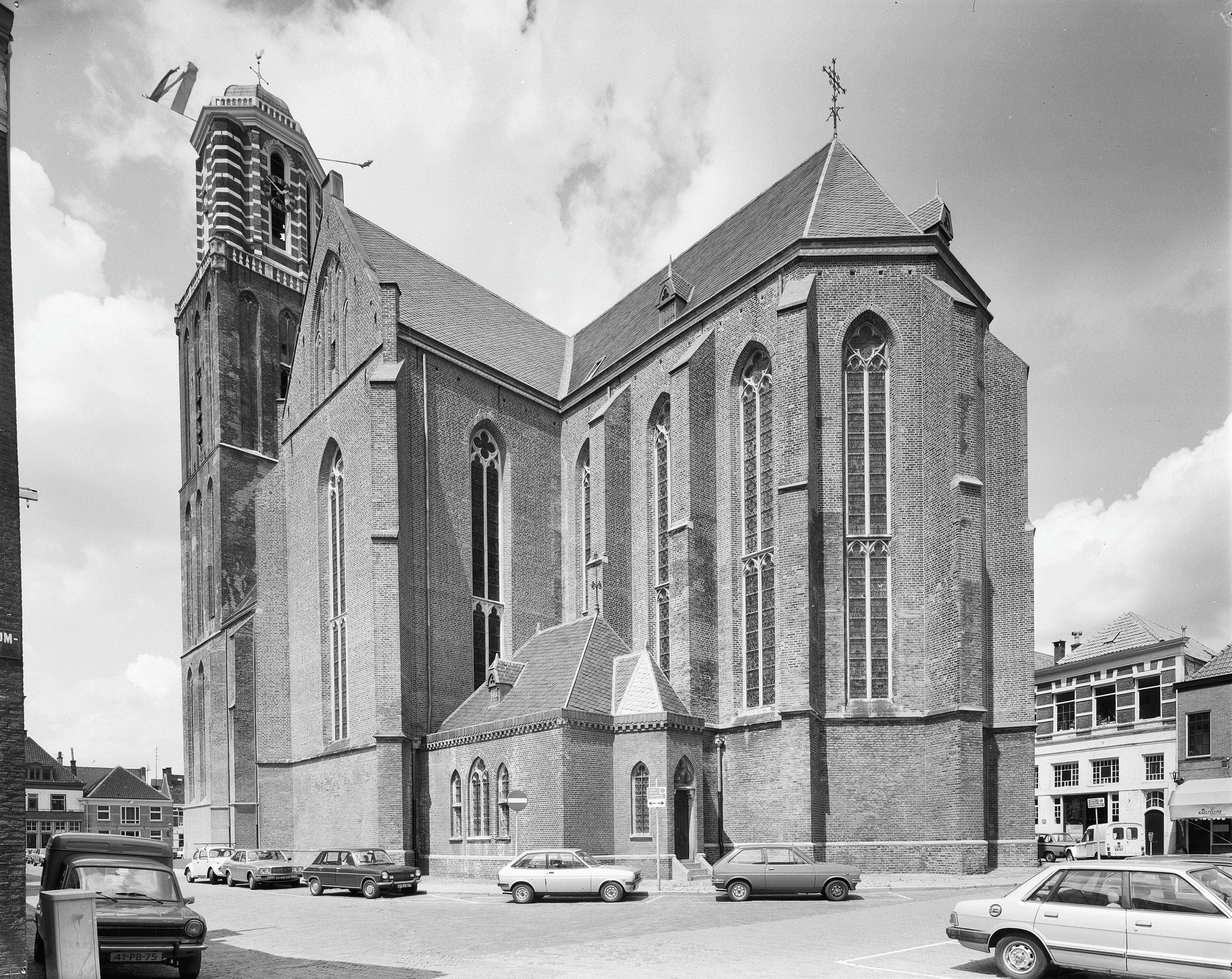
Basilique Notre-Dame-de-l'Assomption de Zwolle.

## Situation en 2010
La chute brutale de la pratique dans l'Église catholique néerlandaise à partir des années 1970 provoque un effondrement des vocations. La situation financière devient tellement critique que les cinq doyennés (Utrecht, Arnhem, Gelderland-Oost, Twente et Ijselllanden)  sont supprimés en 2009. Les 316 paroisses sont regroupées en 45 « grandes paroisses », avec période probatoire de cinq ans. Des paroisses comme celles de Beesd, Gellicum-Rhenoy, ou Rumpt sont définitivement fermées.
- Le nombre de prêtres diocésains passe de 2004 à 2010 de 262 à 214.
- Le nombre de prêtres religieux passe de 2004 à 2010 de 315 à 211
- Le nombre de religieux passe de 2004 à 2010 de 463 à 320
- Le nombre de religieuses passe de 2004 à 2010 de 1 057 à 697
- Le nombre de diacres permanents (institués ici en 1980) passe de 68 à 85, de 2004 à 2010
- En 1950, les catholiques représentaient 33 % de la population totale
- En 1980, les catholiques représentaient 28,8 % de la population totale
- En 2004, les catholiques représentaient 21,6 % de la population totale
- En 2010, les catholiques représentaient 19 % de la population totale.
- Nombre de paroisses en 1960 : 377
- Nombre de paroisses en 1980 : 359
- Nombre de paroisses en 2004 : 336
- Nombre de paroisses en 2010 : 234, réparties en 45 grandes paroisses

Selon les projections, le nombre des pratiquants réguliers passerait de 2010 à 2020 de 9 900 fidèles à 5 400 fidèles, soit une baisse de 40 %, la population de baptisés s'abaissant à 89 000 fidèles.

## Source
- (de) Cet article est partiellement ou en totalité issu de l’article de Wikipédia en allemand intitulé « Erzbistum Utrecht (römisch-katholisch) » (voir la liste des auteurs).